# Thomas Savery
Thomas Savery (1650 Devon? – 1715, Londýn) byl anglický vynálezce, jeden z tvůrců prvních parních strojů.
Vycházeje z objevů Denise Papina, nechal si 2. července 1698 patentovat první parní stroj. Stroj sloužil k čerpání vody z dolů. Později jej zdokonalil ve spolupráci s Thomasem Newcomenem. Na jejich průkopnické dílo později přímo navázal James Watt.

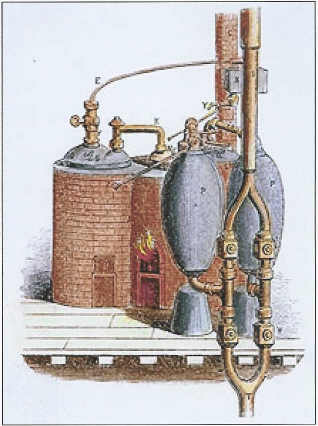
Saveryho parní čerpadlo z roku 1698 - první komerčně úspěšné zařízení poháněné párou, které sestrojil Thomas Savery.